# Autoritratto - I concerti evento
Autoritratto (sottotitolato I concerti evento 2024) è una tournée musicale del cantautore italiano Renato Zero, in programma dal 2 marzo all'11 novembre 2024 e legata all'omonimo album in studio. È composta da 14 tappe, per un totale di 38 spettacoli.
Il tour si sviluppa in tre parti: una prima sessione primaverile (svoltasi nel mese di marzo, nei palasport di Firenze e Roma), seguita da una ripresa estiva tra giugno e luglio dello stesso anno (nelle arene outdoor di Bari, Napoli e Santa Margherita di Pula) e un'ultima leg autunnale nei maggiori palasport italiani.
Dalle due date partenopee, svoltesi in Piazza del Plebiscito, è stato tratto un riassunto televisivo dall'omonimo titolo, Autoritratto, trasmesso in prima serata sul Nove in due puntate consecutive, in onda il 29 e 30 settembre 2024, con la regia di Roberto Cenci. Il 6 ottobre nella fascia pomeridiana del canale stesso è andata in onda la replica di entrambe le puntate del concerto.

## Il tour
Il 1º dicembre 2023, insieme all'annuncio del trentatreesimo album di Zero, Autoritratto, viene anche comunicato il suo ritorno dal vivo attraverso una serie di ''concerti evento'', così definiti ufficialmente, prodotti da Tattica con Vivaticket e in programma nel mese di marzo 2024 (ad un anno esatto di distanza dalla partenza del precedente tour Zero a Zero - Una sfida in musica).
Quattro giorni dopo, il 5 dicembre, vengono rese note location e date dei live, ovvero dieci appuntamenti, suddivisi in due sole città, alle quali Renato è fortemente legato: quattro concerti al Nelson Mandela Forum di Firenze (capoluogo toscano che ha segnato gli esordi musicali del cantautore), il 2, 3, 5 e 6 marzo, e i restanti sei nella sua città natale, Roma, presso il Palazzo dello Sport, tra il 13 e il 21 marzo.
Il totale dei concerti si appresta a salire nel mese di gennaio: dopo i primi sold out, gli spettacoli aumentano dapprima a undici, quando il 4 gennaio viene aggiunta una quinta data fiorentina per il 9 marzo, per poi salire a dodici il seguente 12 gennaio, mentre viene annunciata una sesta ed ultima data a Firenze per il 10 marzo (a causa del tutto esaurito registrato dalle cinque date precedenti), diventando infine quattordici, quando il 22 gennaio vengono annunciate altre due date conclusive nella Capitale, il 23 e 24 marzo.
Nel giorno del debutto dello show, il 2 marzo 2024, viene dato l'annuncio di una doppia data estiva, questa volta in luoghi all'aperto, per il 14 giugno all'Arena della Vittoria di Bari e il 21 giugno a Napoli, per la prima volta in carriera nella cornice di Piazza del Plebiscito. Qui la dimensione di ''evento'' acquista particolare peso, in quanto la prima tappa segna il ritorno in Puglia di Renato dopo 7 anni dalla doppia data barese dell'Alt in tour (2017) e in uno stadio dopo 17 anni (l'ultimo tour negli stadi risale, infatti, al .MpZero del 2007), mentre la seconda arriva distanza di 25 anni dall'ultima performance nella città partenopea (presso lo Stadio San Paolo, con la tournée Cantiere Fonòpoli del 1999).
A completare la leg estiva, il 28 marzo viene ufficializzata una terza ed ultima tappa, in Sardegna, isola dalla quale Zero mancava da ben 26 anni (il precedente spettacolo a Cagliari, durante il Tour dopo tour del 1998), il 19 luglio presso il Forte Arena di Santa Margherita di Pula. Tutte e tre le tappe della parentesi estiva vengono presto raddoppiate con una rispettiva seconda data (il 16 giugno a Bari, il 22 giugno a Napoli e il 20 luglio a Santa Margherita di Pula), per un totale di sei concerti evento.
Il 21 aprile 2024 - terminata la sessione primaverile dello spettacolo - Renato Zero, in qualità di ospite di Fabio Fazio nel talk show Che tempo che fa sul Nove, annuncia in diretta televisiva un'ulteriore ripresa autunnale di Autoritratto, una vera e propria tournée nei maggiori palasport di tutta Italia. Il calendario è inizialmente composto da 14 nuove date, tra le quali spicca l'apertura a Milano (il Forum di Assago è per la prima volta scenario dei festeggiamenti del suo compleanno, il 29 e 30 settembre), il rientro a Perugia dopo 18 anni e quello in Sicilia, con tappa a Messina, dopo quasi 8 anni. Proprio quest'ultimo comeback, da tempo desiderato e acclamato dai fans siciliani, fa registrare sold out in meno di 24 ore, riscuotendo un successo tale da far aggiungere una seconda data messinese ad un giorno dall'apertura delle prevendite dei biglietti.

## Date
| #                 | Data              | Città                    | Luogo                 |
| Tappe primaverili | Tappe primaverili | Tappe primaverili        | Tappe primaverili     |
| ----------------- | ----------------- | ------------------------ | --------------------- |
| 1                 | 2 marzo 2024      | Firenze                  | Nelson Mandela Forum  |
| 2                 | 3 marzo 2024      | Firenze                  | Nelson Mandela Forum  |
| 3                 | 5 marzo 2024      | Firenze                  | Nelson Mandela Forum  |
| 4                 | 6 marzo 2024      | Firenze                  | Nelson Mandela Forum  |
| 5                 | 9 marzo 2024      | Firenze                  | Nelson Mandela Forum  |
| 6                 | 10 marzo 2024     | Firenze                  | Nelson Mandela Forum  |
| 7                 | 13 marzo 2024     | Roma                     | Palazzo dello Sport   |
| 8                 | 14 marzo 2024     | Roma                     | Palazzo dello Sport   |
| 9                 | 16 marzo 2024     | Roma                     | Palazzo dello Sport   |
| 10                | 17 marzo 2024     | Roma                     | Palazzo dello Sport   |
| 11                | 20 marzo 2024     | Roma                     | Palazzo dello Sport   |
| 12                | 21 marzo 2024     | Roma                     | Palazzo dello Sport   |
| 13                | 23 marzo 2024     | Roma                     | Palazzo dello Sport   |
| 14                | 24 marzo 2024     | Roma                     | Palazzo dello Sport   |
| Tappe estive      |                   |                          |                       |
| 15                | 14 giugno 2024    | Bari                     | Arena della Vittoria  |
| 16                | 16 giugno 2024    | Bari                     | Arena della Vittoria  |
| 17                | 21 giugno 2024    | Napoli                   | Piazza del Plebiscito |
| 18                | 22 giugno 2024    | Napoli                   | Piazza del Plebiscito |
| 19                | 19 luglio 2024    | Santa Margherita di Pula | Forte Arena           |
| 20                | 20 luglio 2024    | Santa Margherita di Pula | Forte Arena           |
| Tappe autunnali   |                   |                          |                       |
| 21                | 29 settembre 2024 | Milano                   | Forum                 |
| 22                | 30 settembre 2024 | Milano                   | Forum                 |
| 23                | 2 ottobre 2024    | Milano                   | Forum                 |
| 24                | 5 ottobre 2024    | Torino                   | Inalpi Arena          |
| 25                | 6 ottobre 2024    | Torino                   | Inalpi Arena          |
| 26                | 9 ottobre 2024    | Livorno                  | Modigliani Forum      |
| 27                | 12 ottobre 2024   | Bologna                  | Unipol Arena          |
| 28                | 13 ottobre 2024   | Bologna                  | Unipol Arena          |
| 29                | 16 ottobre 2024   | Mantova                  | PalaUnical            |
| 30                | 17 ottobre 2024   | Mantova                  | PalaUnical            |
| 31                | 26 ottobre 2024   | Pesaro                   | Vitifrigo Arena       |
| 32                | 29 ottobre 2024   | Perugia                  | PalaBarton            |
| 33                | 30 ottobre 2024   | Perugia                  | PalaBarton            |
| 34                | 2 novembre 2024   | Eboli                    | PalaSele              |
| 35                | 6 novembre 2024   | Messina                  | PalaRescifina         |
| 36                | 7 novembre 2024   | Messina                  | PalaRescifina         |
| 37                | 10 novembre 2024  | Roma                     | Palazzo dello Sport   |
| 38                | 11 novembre 2024  | Roma                     | Palazzo dello Sport   |

## Scalette
Di seguito sono riportate le specifiche scalette (con annesse variazioni) di tutte le tappe della serie di concerti-evento, ciascuno suddiviso in due tempi e inframezzato da un intervallo di 15 minuti.
Sono sottolineati i brani provenienti dall'album omonimo correlato allo spettacolo, Autoritratto.

### Firenze

#### Primo tempo
Overture (intro strumentale)
1. Il ritorno
2. Come mi vorresti
3. Eccoci qui
4. Salvami!
5. I nuovi santi
6. Così tenace
7. La ferita

Professor Aliante (video interludio, con sottofondo strumentale de Il carrozzone)
1. Figli della guerra
2. Mai più da soli 1
3. Che bella libertà 1
4. Sciopero

Professor Aliante (video interludio, con sottofondo strumentale de La favola mia)
1. Figaro

#### Secondo tempo
1. Il grande mare
2. La pace sia con te
3. Vive chi vive

Professor Aliante (video interludio, con sottofondo strumentale di Amico)
1. Fa che sia l'amore
2. Sosia
3. Non ti cambierei
4. Nessuno tocchi l'amore
5. Cuori liberi

Professor Aliante (video interludio, con sottofondo strumentale de La tua idea)
1. La culla è vuota
2. Quel bellissimo niente
3. Medley 2 (cantato dal coro Wacciuwari):
  1. Madame
  2. Mi vendo
  3. Triangolo
  4. Baratto
  5. Galeotto fu il canotto
  6. Morire qui
4. Il mercante di stelle

Professor Aliante (video interludio, con sottofondo strumentale de Il cielo)
1. Vita
2. I migliori anni della nostra vita 3

L'avventuriero (strumentale - video titoli di coda)

#### Variazioni
- Durante la prima data (2 marzo), sono stati eseguiti anche i brani Sorridere sempre, collocato dopo Così tenace, e La vetrina, collocato dopo Figli della guerra.
- 1 Durante la prima data (2 marzo), il brano Mai più da soli è stato eseguito dopo Che bella libertà, invertiti nell'ordine di scaletta dalla successiva seconda data.
- 2 Durante la prima data (2 marzo), all'interno del medley è stata cantata anche Resisti, posizionata tra Mi vendo e Triangolo, poi rimossa dalla successiva seconda data. Sempre in questa serata, il coro Wacciuwari esegue il medley muovendosi tra il pubblico in platea.
- 3 Al termine della sesta e ultima data della tappa fiorentina (10 marzo), in seguito a I migliori anni della nostra vita, Renato improvvisa un bis aggiuntivo con Il carrozzone, cantata dal pubblico, per prendere tempo in attesa del corretto deflusso di spettatori della limitrofa partita di calcio Fiorentina-Roma.

### Roma(primavera)

#### Primo tempo
Overture (intro strumentale)
1. Il ritorno
2. Come mi vorresti
3. Cercami 1
4. Eccoci qui
5. Salvami!
6. I nuovi santi
7. Così tenace
8. La ferita

Professor Aliante (video interludio, con sottofondo strumentale de Il carrozzone)
1. Figli della guerra
2. Ufficio reclami 2
3. Fantasia 3 / Ed io ti seguirò 3 / Nel fondo di un amore 3
4. Sciopero

Professor Aliante (video interludio, con sottofondo strumentale de La favola mia)
1. Figaro

#### Secondo tempo
1. Il grande mare
2. La pace sia con te 4
3. Vive chi vive

Professor Aliante (video interludio, con sottofondo strumentale di Amico)
1. Fa che sia l'amore
2. Sosia
3. Non ti cambierei
4. Nessuno tocchi l'amore
5. Cuori liberi

Professor Aliante (video interludio, con sottofondo strumentale de La tua idea)
1. La culla è vuota 5
2. Quel bellissimo niente
3. Medley (cantato dal coro Wacciuwari):
  1. Madame
  2. Mi vendo
  3. Triangolo
  4. Baratto
  5. Galeotto fu il canotto
  6. Morire qui
4. Il mercante di stelle

Professor Aliante (video interludio, con sottofondo strumentale de Il cielo)
1. Vita
2. I migliori anni della nostra vita 6

#### Variazioni e ospiti
Durante la terza data (16 marzo), dopo Sosia, sono stati eseguiti anche i brani Inventi e Sempre (quest'ultimo in omaggio a Gabriella Ferri), entrambi interpretati in duetto con Tosca, ospite della serata. Il brano Inventi è stato cantato anche nella quinta data (20 marzo), posizionato dopo La ferita, con l'accompagnamento di Luciano Ciccaglioni, Massimo Fumanti e Nicola Di Staso - ospiti della serata - alle chitarre.
Durante la sesta data (21 marzo), è stato eseguito anche il brano Ho dato, collocato dopo Sosia, interpretato in duetto con Mietta e la partecipazione al pianoforte di Alterisio Paoletti, entrambi ospiti della serata.
Durante la settima data (23 marzo), è stato eseguito anche il brano Ancora fuoco, collocato dopo Sosia, con la partecipazione al pianoforte di Mario Vicari, ospite della serata.
1 Il brano Cercami è inserito in scaletta a partire dalla quarta data romana (17 marzo), eccezionalmente interpretato in duetto con Elodie - ospite della serata - nella successiva quinta data (20 marzo). In quest'ultima occasione viene cantata dopo Sciopero.
2 In tutte le date della tappa romana, il brano Ufficio reclami (eseguito con la partecipazione del coro Wacciuwari sul palco) sostituisce Mai più da soli, eliminato dalla scaletta dopo le date fiorentine.
3 Nella collocazione occupata da Che bella libertà nella tappa fiorentina (qui, invece, rimossa dalla scaletta), Renato esegue un brano altrettanto poco conosciuto del proprio repertorio, accompagnato solo da un ospite al pianoforte: Fantasia (con Adriano Pennino, cantata il 13,14, 23 e 24 marzo), Ed io ti seguirò (con Alterisio Paoletti, cantata il 16, 17 e 21 marzo) e Nel fondo di un amore (con Alterisio Paoletti, cantata il 20 marzo).
4 Durante l'ottava e ultima data (24 marzo), il brano La pace sia con te vede la partecipazione di Fabrizio Bosso - ospite della serata - alla tromba.
5 Il brano La culla è vuota, cantato in tutte le date della tappa fiorentina, viene eseguito soltanto nelle prime tre date romane (13, 14, 16 marzo), per poi essere sostituito da Chiedi nella quarta (17 marzo) ed essere definitivamente eliminato dalla scaletta dalla successiva quinta data.
6 Nel finale della prima (13 marzo) e ultima data (24 marzo), prima de I migliori anni della nostra vita viene aggiunta Il cielo, eseguita dai ragazzi della Cantoria dell'Accademia Nazionale di Santa Cecilia, diretti dal maestro Ludovico Versino.

### Bari

#### Primo tempo
Overture (intro strumentale)
1. La favola mia
2. Niente trucco stasera
3. Cercami
4. L'avventuriero
5. Morire qui
6. Magari
7. Spiagge
8. Resisti
9. Amico
10. Inventi
11. L'eco 1
12. Felici e perdenti
13. La pace sia con te
14. Figaro

#### Secondo tempo
1. Svegliatevi poeti
2. Dimmi chi dorme accanto a me
3. Emergenza noia
4. Nei giardini che nessuno sa
5. Voyeur
6. Quel bellissimo niente
7. La ferita
8. Il grande mare
9. Rivoluzione
10. Più su
11. Cuori liberi
12. Medley (cantato dal coro Wacciuwari):
  1. Madame
  2. Mi vendo
  3. Triangolo
  4. Baratto
  5. Galeotto fu il canotto
  6. Amore sì, amore no
13. Vita
14. Il cielo
15. I migliori anni della nostra vita

#### Variazioni
Durante la prima data (14 giugno), è stato eseguito anche il brano Sogni di latta, collocato dopo Magari.
1 Durante la prima data (14 giugno), il brano L'eco è stato eseguito nel secondo tempo, dopo Cuori liberi.

### Napoli

#### Primo tempo
Overture (intro strumentale)
1. La favola mia
2. Niente trucco stasera
3. Cercami
4. L'avventuriero
5. Morire qui
6. Magari
7. Spiagge
8. Resisti
9. Amico
10. Felici e perdenti
11. La pace sia con te
12. Figaro

#### Secondo tempo
1. Svegliatevi poeti
2. Dimmi chi dorme accanto a me
3. Nei giardini che nessuno sa
4. Voyeur
5. La ferita 1
6. Il grande mare
7. Più su
8. Cuori liberi
9. Medley (cantato dal coro Wacciuwari):
  1. Madame
  2. Mi vendo
  3. Triangolo
  4. Baratto
  5. Galeotto fu il canotto
  6. Amore sì, amore no
10. Il cielo
11. I migliori anni della nostra vita

#### Variazioni e ospiti
Durante la prima data (21 giugno), sono stati eseguiti anche i seguenti brani:
- Salvami!, collocato dopo Spiagge e interpretato in duetto con Enzo Gragnaniello;
- Inventi, collocato dopo Amico;
- Singoli, collocato dopo Felici e perdenti e interpretato in duetto con Sal Da Vinci;
- Ed io ti seguirò, collocato dopo Nei giardini che nessuno sa e interpretato in duetto con Lina Sastri;
- Quel bellissimo niente, collocato dopo Voyeur;
- Rivoluzione, collocato dopo Il grande mare;
- Vita, collocato dopo il medley;
- Il carrozzone, collocato dopo Vita, interpretato da Enzo Gragnaniello, Sal Da Vinci e Lina Sastri, con la partecipazione di Zero stesso sul finale. Il brano viene cantato totalmente in lingua napoletana, con un testo inedito scritto per l'occasione da Renato e Peppe Barra.

Durante la seconda data (22 giugno), sono stati eseguiti anche i seguenti brani:
- Seduto sulla luna, collocato dopo Spiagge e interpretato in duetto con Peppe Barra;
- Era de maggio/'O surdato 'nnamurato, collocato dopo Amico e interpretato in duetto con Angela Luce;
- Il carrozzone, collocato dopo Figaro, interpretato da Peppe Barra, Angela Luce e Sal Da Vinci, con la partecipazione di Zero stesso sul finale. Il brano viene cantato totalmente in lingua napoletana, con un testo inedito scritto per l'occasione da Renato e Peppe Barra.
- Emergenza noia, collocato dopo Dimmi chi dorme accanto a me;
- Luna caprese, collocato dopo Il grande mare e interpretato in duetto con Peppino di Capri;
- L'eco, collocato dopo La ferita;
- Tu si 'na cosa grande, collocato dopo L'eco. Durante la prima data il medesimo brano (nella versione studio originale) è stato utilizzato come sottofondo ai titoli di coda, in chiusura dello spettacolo.

1 Durante la prima data (22 giugno), il brano La ferita è stato eseguito dopo Quel bellissimo niente, mentre durante la seconda data è stato collocato dopo Luna caprese.

### Santa Margherita di Pula

#### Primo tempo
Overture (intro strumentale)
1. La favola mia
2. Niente trucco stasera
3. Cercami
4. L'avventuriero
5. A braccia aperte
6. Magari
7. Spiagge
8. Morire qui
9. Non ti cambierei
10. Amico
11. Inventi
12. La pace sia con te
13. Figaro

#### Secondo tempo
1. Svegliatevi poeti
2. Il grande mare
3. Vive chi vive
4. Nei giardini che nessuno sa
5. Voyeur
6. La ferita
7. Cuori liberi
8. Rivoluzione
9. Più su
10. Medley (cantato dal coro Wacciuwari):
  1. Madame
  2. Mi vendo
  3. Triangolo
  4. Baratto
  5. Galeotto fu il canotto
  6. Amore sì, amore no
11. Il cielo
12. I migliori anni della nostra vita

##### Variazioni
Durante la prima data (19 luglio), è stato eseguito anche il brano I nuovi santi, collocato dopo Non ti cambierei.

### Milano, Torino, Livorno, Bologna, Mantova, Pesaro, Perugia, Eboli, Messina

#### Primo tempo
Overture (intro strumentale)
1. Vivo
2. Il jolly
3. Ancora qui
4. Svegliatevi poeti
5. Manichini
6. I commedianti
7. Nei giardini che nessuno sa
8. Vive chi vive
9. Amico
10. Voyeur
11. L'amore sublime
12. La ferita
13. A braccia aperte
14. Figaro

#### Secondo tempo
1. Cercami
2. Per non essere così
3. Bella gioventù
4. Vizi e desideri
5. Dimmi chi dorme accanto a me
6. Il grande mare
7. Via dei Martiri
8. Medley (cantato dal coro Wacciuwari):
  1. Madame
  2. Mi vendo
  3. Triangolo
  4. Baratto
9. Potrebbe essere Dio
10. Cuori liberi
11. D'aria e di musica
12. Zero il folle (video)
13. Il cielo
14. I migliori anni della nostra vita

##### Variazioni
- Durante la prima data milanese (29 settembre) è stato eseguito anche il brano Accade, collocato dopo Via dei Martiri;
- Nelle tre date milanesi (29, 30 settembre e 2 ottobre) è stato eseguito anche il brano Amando amando, collocato dopo Il grande mare, poi eliminato dalla scaletta dalla successiva prima data torinese;
- Durante la seconda data milanese (30 settembre) e nella data livornese (9 ottobre) è stato eseguito anche il brano Il coraggio delle idee, con il solo accompagnamento al pianoforte di Alterisio Paoletti, collocato dopo Via dei Martiri;
- Il brano Potrebbe essere Dio non viene eseguito nella seconda data bolognese (13 ottobre) e nella data ebolitana (2 novembre);
- Durante la data ebolitana (2 novembre) sono stati eseguiti anche i brani Fantasia, con l'accompagnamento al pianoforte di Adriano Pennino e collocato dopo Voyeur; e Il coraggio delle idee, con il solo accompagnamento al pianoforte di Alterisio Paoletti, collocato dopo Via dei Martiri;
- I brani L'amore sublime e Bella gioventù non vengono eseguiti nella data ebolitana (2 novembre).

### Roma(autunno)

#### Primo tempo
Overture (intro strumentale)
1. Vivo
2. Il jolly
3. Ancora qui
4. Svegliatevi poeti
5. Resisti
6. Nei giardini che nessuno sa
7. Vive chi vive
8. Amico
9. La ferita
10. Magari (al pianoforte Geoff Westley)
11. A braccia aperte
12. Silenzio che lo sguardo tuo parla per te (inedito)
13. Figaro

#### Secondo tempo
1. Cercami
2. Per non essere così
3. Vizi e desideri
4. Dimmi chi dorme accanto a me
5. Morire qui
6. Fantasia (al pianoforte Adriano Pennino)
7. Via dei Martiri
8. Medley (cantato dal coro Wacciuwari):
  1. Madame
  2. Mi vendo
  3. Triangolo
  4. Baratto
9. D'aria e di musica
10. Zero il folle (video)
11. Il cielo
12. I migliori anni della nostra vita

##### Variazioni e ospiti
- Durante la prima data (10 novembre) sono stati eseguiti anche i brani Potrebbe essere Dio, posizionato dopo il medley, e l'inedito Resta accanto a me (rivisitazione in italiano del brano Redemption song di Bob Marley), presentato in anteprima assoluta e collocato dopo D'aria e di musica;
- Durante la seconda data (11 novembre), il brano Fantasia, con l'accompagnamento al pianoforte di Adriano Pennino, è stato eseguito nel primo tempo, collocato dopo La ferita, mentre il brano Magari, con l'accompagnamento al pianoforte di Geoff Westley, è stato eseguito nel secondo tempo, posizionato dopo Morire qui;
- Durante la seconda data (11 novembre) sono stati cantati anche i brani La pace sia con te, collocato dopo il medley, seguito a sua volta da Il coraggio delle idee, con il solo accompagnamento al pianoforte di Alterisio Paoletti.

## Formazione
Zero è accompagnato sul palco dalla band di 11 musicisti e dagli 8 elementi del coro Wacciuwari.
Gli arrangiamenti sono a cura del M° Alterisio Paoletti e del M° Adriano Pennino.

### Band
- Danilo Madonia - direzione musicale, pianoforte e tastiere
- Lele Melotti - batteria
- Lorenzo Poli - basso
- Fabrizio Leo - chitarre
- Giorgio Cocilovo - chitarre
- Andrea Maddalone - chitarre (solo nelle date estive)
- Bruno Giordana - tastiere e sax
- Rosario Jermano - percussioni
- Stefano Bergamaschi - tromba
- Emanuele Feliciani - tromba
- Elisabetta Mattei - trombone
- Fabio Tullio - sax

### Orchestra
Il contributo dell'Orchestra Piemme Project, coordinata dal primo violino Prisca Amori, è pre-registrato e aggiunto in modalità virtuale sul ledwall che funge da fondale, in modo analogo a quanto accaduto in Zero il Folle in Tour (2019) e in Zero a Zero - Una sfida in musica (2023).

### CoroWacciuwari
- Silvia Aprile
- Serena Caporale
- Serena Carta Mantilla
- Andrea D'Alessio
- Antonio Granato
- Frankie Lovecchio
- Yuri Magliolo
- Marica Ranno
- Zoe Ranno
- Riccardo Rinaudo